# Amischotolype sphagnorrhiza
Amischotolype sphagnorrhiza là một loài thực vật có hoa trong họ Commelinaceae. Loài này được Cowley mô tả khoa học đầu tiên năm 1996.